# Colgate-Palmolive
Colgate-Palmolive je americká společnost zaměřená na výrobu, distribuci a poskytování výrobků pro domácnost, zdravotnictví a osobní péči. Firemní kanceláře společnosti jsou na Park Avenue v centru Manhattanu v New Yorku.

## Historie
Roku 1806 založil William Colgate firmu William Colgate & Company. B. J. Johnson roku 1898 uvedl mýdlo obsahující palmový olej a olivový olej. Roku 1928 se společnosti spojily.